# Невестинка
Невестинка — река в России, протекает по Угранскому району Смоленской области. Устье реки находится в 327,3 км от устья реки Угра по левому берегу. Длина реки составляет 13 км, площадь водосборного бассейна — 49,9 км². Вдоль течения реки расположены населённые пункты Захарьевского сельского поселения Угранского района деревни Щекино, Подопхаи, Семенково.

## Данные водного реестра
По данным государственного водного реестра России относится к Окскому бассейновому округу, водохозяйственный участок реки — Угра от истока и до устья, речной подбассейн реки — Бассейны притоков Оки до впадения Мокши. Речной бассейн реки — Ока.
Код объекта в государственном водном реестре — 09010100412110000020583.